# 시로카와촌
시로카와촌(城川村)은 니가타현 기타우오누마군에 있던 촌이다. 

## 역사
- 1889년 4월 1일 - 정촌제 시행에 의해 기타우오누마군 시로카와촌이 성립하였다.
- 1954년 3월 10일 - 오지야정과 합병, 시로 승격해 오지야 시가 되었다.

## 참고문헌
- 『市町村名変遷辞典』東京堂出版、1990年。